# NHK TV60
NHK TV60は、NHKテレビ放送60周年を記念した特別番組、イベント・キャンペーンの総称。

## 概要
1953年2月1日のテレビ放送開始から60周年を迎えたNHKのプロジェクト。キャッチコピーは「これまでも、これからも。」、イメージキャラクターは「TV60年どーもくん」。

## 番組一覧
| 番組名                                                                | 放送期間                        | 放送波       |
| --------------------------------------------------------------------- | ------------------------------- | ------------ |
| NHKアーカイブス テレビ60年                                            | 2012年12月30日 - 2013年08月24日 | 総合テレビ   |
| 2013新春!テレビが見つめたニッポンの正月60年                           | 2013年01月01日                  | 総合テレビ   |
| 連続テレビ小説 おしん 総集編                                          | 2013年01月01日 - 2013年01月04日 | BSプレミアム |
| 新春TV放談2013                                                        | 2013年01月02日                  | 総合テレビ   |
| 連続テレビ小説“あなたの朝ドラって何！”                                | 2013年01月05日                  | 総合テレビ   |
| 連続テレビ小説 おしん 全話放送                                        | 2013年01月06日 - 2013年12月15日 | BSプレミアム |
| 土曜ドラマスペシャル「メイドインジャパン」                            | 2013年01月26日 - 2013年02月09日 | 総合テレビ   |
| テレビのチカラ あの人が選ぶ“忘れられない名番組”                       | 2013年02月01日                  | 総合テレビ   |
| 1000人が考える テレビ ミライ                                          | 2013年02月01日                  | 総合テレビ   |
| テレビが映したスポーツ60年                                            | 2013年02月01日 - 2013年06月28日 | BS1          |
| NHK×日テレ 60番勝負                                                   | 2013年02月02日                  | 総合テレビ   |
| 日テレ×NHK 60番勝負                                                   | 2013年02月03日                  | 日本テレビ系 |
| プレミアムアーカイブス テレビ60年 天野祐吉が選ぶ名番組                | 2013年02月04日 - 2013年02月08日 | BSプレミアム |
| ざわざわ森のがんこちゃんスペシャルショー プリンプリンと大ぼうけん     | 2013年02月11日                  | Eテレ        |
| マルチチャンネルドラマ 放送博物館危機一髪                             | 2013年03月30日                  | 総合テレビ   |
| プレミアムアーカイブス TV60 テレビ史を彩る番組から                    | 2013年06月10日 - 2013年12月13日 | BSプレミアム |
| クイズ面白ゼミナールR                                                 | 2013年07月20日 - 2013年08月17日 | BSプレミアム |
| すイエんサー「知力の格闘技スペシャル」                                | 2013年08月06日                  | Eテレ        |
| 阿部寛の宇宙への挑戦                                                  | 2013年08月17日                  | BSプレミアム |
| ギャクテン教室!                                                       | 2013年08月19日                  | 総合テレビ   |
| フルタ家の不思議なテレビ                                              | 2013年08月20日 - 2013年08月21日 | 総合テレビ   |
| ザ・テレビっ子 TV60年”懐かし番組”大集合!                              | 2013年08月22日                  | BSプレミアム |
| 夢であいましょう                                                      | 2013年08月23日                  | 総合テレビ   |
| 伝説の名勝負「栄光の銅メダル!～日本男子サッカーはここから始まった～」 | 2013年08月24日                  | BS1          |
| 土曜ドラマ「夫婦善哉」                                                | 2013年08月24日 - 2013年09月14日 | 総合テレビ   |
| サイエンスZERO「秋の科学祭スペシャル 科学の未来へレッツゴー!」        | 2013年10月13日 - 2013年10月20日 | Eテレ        |
| すイエんサー「知力の格闘技 全国大会!」                                | 2013年10月29日 - 2013年11月05日 | Eテレ        |
| 名作ホスピタル「しょこたん宇宙に行く」                                | 2013年11月01日 - 2013年11月08日 | Eテレ        |
| コズミックフロントスペシャル「クイズで目指せ!宇宙マスター」           | 2013年11月04日                  | BSプレミアム |

## ミニ番組
- ブラウン・カーン
  - 第1話 けんかをやめての巻
  - 第2話 綺羅男は反抗期の巻
  - 第3話 にんげんだものな…の巻
  - 第4話 お義母さんなぜなの?の巻
  - 第5話 それ捨てちゃだめ!の巻

- ミライテレビ60
  - 第1回 自然番組（NHKスペシャル）
  - 第2回 連続テレビ小説
  - 第3回 気象情報
  - 第4回 きょうの料理
  - 第5回 音楽番組（アイドル）

- オモイデテレビ
  - 片岡鶴太郎さん「お笑いオンステージ」
  - みうらじゅんさん「連続テレビ小説 おはなはん」
  - 福岡伸一さん「ひょっこりひょうたん島」
  - 黒柳徹子さん「魔法のじゅうたん」
  - 能年玲奈さん「アニメ おじゃる丸」

## テレビ60年感謝祭 これまでも、これからも
概要
- 会期：2013年1月26日 - 2013年2月3日
- 会場：NHK放送センター4階正面玄関、NHKスタジオパーク、ふれあいホール

主な内容
- あの日に帰ろう!～テレビ60年を振り返る～
  - 放送機材の歴史
  - 「のど自慢」スタジオ再現
  - テレビカメラがとらえた日本の60年
  - スポーツの60年
  - なつかしの大河ドラマ
  - 思い出の朝の連続テレビ小説
  - 「ひょっこりひょうたん島」人形展示
  - 「にこにこぷん」着ぐるみ展示
- 輝くテレビのあした～テレビでできるあんなことこんなこと～
  - スーパーハイビジョンシアター
  - 「ハイブリッドキャスト」体験コーナー
  - 「アーカイブスポータルサイト」紹介コーナー
  - 「NHKオンデマンド」紹介コーナー
- ステージイベント
  - TV60どーもくんショー
  - 大河ドラマ「八重の桜」トークショー 
出演：榎木孝明
  - 「NHK紅白歌合戦」トークショー
出演：北島三郎
  - テレビ60年記念ドラマ「メイド イン ジャパン」トークショー
出演：國村隼
  - テレビが伝えたスポーツ60年 アナウンサートークショー
出演：山本浩、工藤三郎、刈屋富士雄

会場中継
『今日からスタート!テレビ60年感謝祭』
- NHK総合テレビ 2013年1月26日 11:18-11:30，12:40-12:45

## NHKサイエンススタジアム2013
概要
- 会期：2013年9月28日，29日 10:00-19:00
- 共催・会場：日本科学未来館

展示・体験
- ためしてガッテン
- コズミックフロント
- 大科学実験
- 名作ホスピタル
- すイエんサー

ワークショップ
- すイエんサー「挑戦状シリーズ ピンポンフォール対決」
- マリー&ガリー「手作り風車に挑戦」
- 東京大学工學博覧会「おえかき水族館」
- 東京理科大学1部科学研究部「科学って何だ?～君の「変わる」を「変える」～」
- お茶の水女子大学サイエンス&エデュケーションセンター「東北復興支援・海洋教育プロジェクト」

ライブステージ
- すイエんサーガールズライブ
- モリゾー・キッコロ、マリカ&ノリカ、どーもくん、ななみちゃんダンスショー
- 大科学実験ショー

公開収録
- 「夏休み子ども科学電話相談」放送30周年スペシャルトーク
- 「サイエンスZERO」～科学の未来へレッツゴー!サイエンスコミュニケーション最前線～
- 「コズミックフロントスペシャル」～親も子も楽しめる宇宙クイズ～
- 「すイエんサー」～知力の格闘技・挑戦状シリーズ全国大会 すイエんサーガールズvs4大学ガチンコ公開対決!～
- 「名作ホスピタル」～しょこたん宇宙に行く～

その他
- スーパーハイビジョン・サイエンス番組シアター
- 先端放送技術の展示